# Nazionale femminile di hockey su ghiaccio degli Stati Uniti d'America
La nazionale di hockey su ghiaccio femminile degli Stati Uniti d'America è controllata dalla USA Hockey, la federazione statunitense di hockey su ghiaccio, ed è la selezione che rappresenta gli Stati Uniti d'America nelle competizioni internazionali femminile di questo sport.
Si tratta di una delle rappresentative più forti a livello mondiali, probabilmente seconda solo al Canada, avendo vinto medaglie d'oro o d'argento in tutti i principali tornei, ad eccezione delle Olimpiadi invernali di Torino 2006, dove ha comunque conquistato la medaglia di bronzo.